# Ancemont
Ancemont település Franciaországban, Meuse megyében. Lakosainak száma 525 fő (2022. január 1.). Ancemont Dieue-sur-Meuse, Dugny-sur-Meuse, Les Monthairons, Senoncourt-les-Maujouy és Souilly községekkel határos.

## Népesség
A település népességének változása:
| Lakosok száma | 586  | 635  | 654  | 571  | 596  | 590  | 551  | 538  | 536  | 525  |
|               | 1968 | 1982 | 1990 | 2006 | 2013 | 2015 | 2017 | 2019 | 2020 | 2022 |